# Moonraker
Moonraker és una pel·lícula francobritànica de 1979 de la sèrie dels James Bond, protagonitzada per Roger Moore. Aquesta pel·lícula ha estat doblada al català.

## Argument
L'agent secret britànic James Bond 007 (Roger Moore) investiga la desaparició d'una llançadora espacial americana, «Moonraker», confiada al govern britànic. 007 va als Estats Units per interrogar el responsable de la construcció del coet, Sir Hugo Drax (Michael Lonsdale). Coneix l'encantadora doctora Holly Goodhead (Lois Chiles) i descobreix que Drax és de fet el responsable de la desaparició de la nau.
Tauró (Richard Kiel), el seu vell enemic de 2,35 m amb la mandíbula d'acer, ha estat contractat per Drax per matar Bond. Aquest últim descobreix ràpidament el pla de Drax: destruir tota vida humana a la Terra i recrear-hi un nou món a la imatge d'una "superraça" perfecta, els genitors de la qual han estat escollits per Drax i amagats a la seva estació espacial invisible. Tauró, traït per Drax, s'uneix a 007 amb la seva nova amiga rossa. Junts, 007, Holly i Tauró salven el món de la destrucció, i Bond mata Drax, mentre intentava escapar-se.
La pel·lícula Moonraker reprèn una sola escena del llibre d'Ian Fleming, mentre que la resta és un remake de la pel·lícula italiana Se tutte le donne del mondo, una paròdia de James Bond realitzada tretze anys abans.

## Repartiment
- Roger Moore: James Bond
- Lois Chiles: Doctora Holly Goodhead
- Michael Lonsdale: Hugo Drax
- Richard Kiel: Tauró
- Corinne Cléry: Corinne Dufour
- Bernard Lee: M
- Geoffrey Keen: Sir Frederick Gray
- Desmond Llewelyn: Q
- Lois Maxwell: Miss Moneypenny
- Toshiro Suga: Chang
- Emily Bolton: Manuela
- Blanche Ravalec: Dolly, l'amiga de Tauró
- Irka Bochenko: Blonde Beauty
- Mike Marshall: Coronel Scott
- Leila Shenna: Hostessa del jet privat
- Anne Lonnberg: Guia del museu
- Jean-Pierre Castaldi: Pilot del jet privat
- Walter Gotell: General Anatol Gogol
- Douglas Lambert: Director de la missió
- Arthur Howard: Cavendish
- Alfie Bass: Assassí del taüt
- Brian Keith: Capità americà de la nau
- George Birt: Capità del Boeing 747
- Kim Fortune: Oficial RAF
- Lizzie Warville: noia russa
- Nicholas Arbez: Noi de Drax
- Guy Di Rigo: Thug
- Chris Dillinger: Tècnic de Drax
- Claude Carliez: Gondoler
- Georges Beller: Tècnic de Drax
- Denis Seurat: Oficial del Boeing 747
- Chichinou Kaeppler: Signora Del Mateo
- Christina Hui: Noia de Drax
- Françoise Gayat: Lady Victoria Devon
- Nicaise Jean Louis: Noia de Drax
- Catherine Serre: Comtessa Labinsky
- Béatrice Libert: Srta. Deradier
- Guy Delorme: un assassí (no surt als crèdits)

## Llocs de l'acció
- Fàbrica Drax, Califòrnia, Estats Units
- Vidreria Venini, Venècia, Itàlia
- Rio de Janeiro, Brasil
- Foz de Iguacu, bosc tropical, Brasil
- Estació espacial de Drax, en òrbita al voltant de la terra

## Llocs de rodatge
- Estudis de Boulogne, Paris-Studio-Cinéma, Estudis Éclair
- Estudis Pinewood
- França (Vaux-le-Vicomte), Itàlia (Venècia), Brasil (Rio de Janeiro), Guatemala, Estats Units.

## Al voltant de la pel·lícula
- En la versió original de la pel·lícula, el personatge de Tauró es diu Jaws (mandíbules en anglès) en referència al títol original de la pel·lícula Tauró. Al final de la pel·lícula, es deixa entendrir pel somriure d'una noia, i salva James Bond, fins i tot quan ell mateix sap que el condemnaran. L'artista que fa aquest paper és Richard Kiel, que ja havia sortit a la pel·lícula precedent  L'espia que em va estimar.
- Els Moonrakers són àmpliament inspirats en les llançadores espacials estatunidenques, llavors en desenvolupament. El primer vol d'una llançadora espacial va tenir lloc el 1981, mentre que la pel·lícula va ser estrenada el 1979.
- La melodia composta a intèrfon amb codi digital del laboratori a Venècia és la de la pel·lícula Encontres a la tercera fase.
- La melodia del corn de caça tocada per un dels esbirros de Drax és la de la pel·lícula 2001: una odissea de l'espai.
- El lloc on comença el combat entre James Bond i el Xinès ha servit igualment a una escena de Casino Royale.
- La trobada entre James Bond i el doctor Goodhead ha estat rodada al Centre nacional d'art i de cultura Georges-Pompidou a París.
- L'actriu Lois Chiles, que fa el paper de l'agent de la CIA Holly Goodhead, va estar a punt d'interpretar el paper d'Anya a L'espia que em va estimar.
- Una de les creacions de Drax és interpretada per Melinda Maxwell, 22 anys a l'època, la noia de Lois Maxwell (que fa el paper de Miss Moneypenny).
- Johnny Mathis, Kate Bush i Frank Sinatra tot tres estat a punt d'interpretar la cançó del títol de la pel·lícula. Finalment, va ser Shirley Bassey l'escollida algunes setmanes abans de la sortida de la pel·lícula.
- El treball de Roger Moore a Moonraker va superar els límits del rodatge. En efecte, per promocionar la pel·lícula en la seva sortida, va donar 388 entrevistes.